# 卡爾·西奧多·德萊葉
卡尔·西奥多·德莱叶（1889年2月3日—1968年3月20日）是一位丹麥電影導演，其電影以其情感緊縮和緩慢而莊嚴的節奏而聞名，且經常探索的主題是社會不寬容、命運和死亡的不可避免以及塵世生活中的邪惡力量。德萊葉被許多評論家和電影導演認為是歷史上最偉大的導演之一。

## 生平
1889年2月3日，卡爾·西奧多·德萊葉出生於丹麥哥本哈根，是個私生子。他的生母是一名未婚的斯堪的納維亞女傭（Josefine Bernhardine Nilsson），他被生父簡斯·克里斯蒂安·托普（Jens Christian Torp）送去收養，簡斯·克里斯蒂安·托普是一名居住在瑞典的已婚丹麥農民，也是他母親的雇主。最初兩年在孤兒院度過，直到被印刷工人卡爾·西奧多·德萊葉（Carl Theodor Dreyer）和妻子英格·瑪麗（Inger Marie）收養。他的名字取自其養父，但按照丹麥的慣例，他們的名字中沒有添加“Senior”或“Junior”來區分。
他的養父母感情疏遠，他的童年過得很不快樂。他後來回憶說，養父母「不斷告訴我，我應該對所得到的食物心存感激，我對任何東西都沒有要求，因為我的母親為了逃避責任，躺著等死。」他是一名非常聰明的學生，16歲時離開家，放棄正規教育。他與養父母斷絕了關係，但他們的教導影響了後來許多電影的主題。
德萊葉在思想上屬於保守派。大衛·波德維爾曾說：「他年輕時加入了社會自由黨，這是一個保守派團體，唯一激進的一點就是反對軍費開支。」德萊葉回憶道：「即使在《消息報》工作時，我也是個保守派…我不相信革命，革命通常都乏味得讓人倒退發展。我更相信進化論，相信那些細微的進步。」

## 作品
- 1919年：《主席（丹麥語：Præsidenten (film fra 1919)）》（Præsidenten）
- 1920年：《瑪格麗特夫人的第四次婚姻》（Prästänkan）
- 1921年：《撒旦日記》（Blade af Satans bog）
- 1922年：
  - 《標號人（德语：Die Gezeichneten (1922)）》（Die Gezeichneten）
  - 《往事（丹麥語：Der var engang (film fra 1922)）》（Der var engang）
- 1924年：《麥克爾（丹麥語：Mikaël (film)）》（Mikaël）
- 1925年：《一家之主》（Du skal ære din hustru）
- 1926年：《葛羅達的新娘》（Glomdalsbruden）
- 1928年：《聖女貞德受難記》（La Passion de Jeanne d'Arc）
- 1932年：《吸血鬼（丹麥語：Vampyr (film)）》（Vampyr – Der Traum des Allan Gray）
- 1943年：《憤怒之日（丹麥語：Vredens dag (film)）》（Vredens Dag）
- 1945年：《兩個人》（Två människor）
- 1948年：《趕船》（De nåede færgen）
- 1955年：《諾言》（Ordet）
- 1964年：《葛楚（丹麥語：Gertrud (film)）》（Gertrud）

## 延伸阅读
- Bordwell, David. . University of California Press. January 1981  [2020-07-12]. ISBN 978-0-520-04450-0. （原始内容存档于2020-07-12）.
- Dreyer, Carl Theodor; Skoller, Donald. . Da Capo Press. 1973  [2020-07-12]. ISBN 978-0-306-80458-8. （原始内容存档于2020-07-27）.
- Milne, Tom. . A. S. Barnes. 1971  [2020-07-12]. ISBN 9780498077111. （原始内容存档于2020-07-27）.
- Schamus, James. . University of Washington Press. 1 January 2008  [2020-07-12]. ISBN 978-0-295-98854-2. （原始内容存档于2020-07-26）.
- Wahl, Jan. . University Press of Kentucky. 2012  [2020-07-12]. ISBN 978-0-8131-3618-9. （原始内容存档于2020-07-27）.

## 外部連結
- Official website （页面存档备份，存于）
- Carl Theodor Dreyer在互联网电影资料库（IMDb）上的資料（英文）
- CarlDreyer.com(archived)
- Bibliography （页面存档备份，存于）